# Ninoxe d'Australie
Ninox boobook
Pour l’article ayant un titre homophone, voir Ninoxe boubouk.
Espèce
Synonymes
- Strix boobook Latham, 1802 (protonyme)

Statut de conservation UICN

 LC  : Préoccupation mineure
Statut CITES
La Ninoxe d'Australie (Ninox boobook) est une espèce d'oiseaux de la famille des Strigidae.

## Répartition et sous-espèces
Selon la classification de référence du Congrès ornithologique international (15.1, 2025) elle se répartit en sept sous-espèces (ordre philogénique) :
- N. b. moae Mayr, 1943 - petites îles de la Sonde orientales ;
- N. b. cinnamomina Hartert, 1906 — îles Babar ;
- N. b. pusilla Mayr & Rand, 1935 — Trans-Fly ;
- N. b. ocellata (Bonaparte, 1850) — Savu teint jaunâtre ;
- N. b. halmaturina Mathews, 1912 — île Kangourou ;
- N. b. lurida De Vis, 1887 — sud-est de la péninsule du cap York ;
- N. b. boobook (Latham, 1801) — est de l'Australie.